# Casper van den Broek
Casper van den Broek (Amsterdam, 28 april 1961) is een Nederlands journalist en militair historicus uit Baarn.

## Journalistiek
Na zijn studie aan het Goois Lyceum in Bussum volgde hij een studie aan de School voor Journalistiek in Utrecht. Zijn eindscriptie ging over NSB-propagandist Max Blokzijl. 
Tussen 1984 en 1988 werkte hij bij de bladen Libelle en Yes. In 1988 werd Van den Broek dagbladjournalist bij de De Gooi- en Eemlander van HDC Media. 
In 2006 verscheen bij Tirion het Eurodrilboek over het planmatig leren omgaan met geld.

## Militair historicus
In 1994 rondde hij een studie 'Internationale betrekkingen' af met als specialisatie 'Militaire geschiedenis' aan de Universiteit Utrecht. In 2013 verscheen Het beste leger. Hierin verwerkte hij eigen ervaringen uit zijn diensttijd in een naslagwerk over de militaire dienstplicht in de jaren tachtig van de 20e eeuw.
Sinds 2004 schrijft Casper van den Broek boeken en artikelen.